# 长叶繁缕
长叶繁缕（学名：Stellaria longifolia）为石竹科繁缕属的植物。分布于朝鲜、日本、欧洲、俄罗斯、北美洲、蒙古以及中国大陆的宁夏、内蒙古、黑龙江、河北、陕西、吉林、辽宁等地，生长于海拔1,850米的地区，一般生于林缘、湿润草甸或林下，目前尚未由人工引种栽培。

## 别名
伞繁缕（东北植物检索表） 铺散繁缕（内蒙古植物志）

## 异名
- Stellaria longifolia Muehl. f. ciliolata (Kitag.) Y. C. Chu